# Chrysometa sumare
Chrysometa sumare là một loài nhện trong họ Tetragnathidae.
Loài này thuộc chi Chrysometa. Chrysometa sumare được Herbert W. Levi miêu tả năm 1986.